# ماریو گومز
ماریو گومز گارسیا (آلمانی: Mario Gómez García؛ زادهٔ ۱۰ ژوئیهٔ ۱۹۸۵) بازیکن فوتبال سابق اهل آلمان است. او سابقه بازی در تیم ملی فوتبال آلمان و تیم‌های اشتوتگارت، بایرن مونیخ، فیورنتینا، بشیکتاش و وولفسبورگ را دارا است. گومز ۶ سال موفق در اشتوتگارت را گذارند و به قهرمانی بوندسلیگا هم رسید و با رقم بین ۳۰–۳۵ میلیون دلار به بایرن پیوست و رکورد قبلی مارسیو آموروزو را شکست. رکوردی که با آمدن ماریو گوتسه و خاوی مارتینز شکسته شد. گومز در فصل ۰۷–۲۰۰۶ با اشتوتگارت قهرمان بوندسلیگا شد و در آن فصل ۱۴ گل و ۷ پاس گل هم داد و بازیکن برتر فوتبال آلمان شد.

## اشتوتگارت
در سال ۲۰۰۴ وی برای چهار دقیقه برابر چلسی در رقابت‌های لیگ قهرمانان اروپا به میدان رفت. در فصل ۲۰۰۵–۲۰۰۴ در لیگ دسته دو آلمان برای تیم اشتوتگارت II به میدان رفت و موفق شد در ۲۴ دیدار ۱۵ بار گلزنی کند.

### بایرن مونیخ
گومز در ۲۶ مه ۲۰۰۹ با قراردادی ۴ ساله و شکستن رکورد نقل و انتقالات بوندسلیگا به بایرن مونیخ پیوست. وی از زمان پیوستنش به بایرن در سال ۲۰۰۹ توانست مهاجم وسط کلاسیکی برای این تیم باشد او در مجموع ۱۷۴ بازی در رقابت‌های مختلف توانست ۱۱۳ گل برای این تیم به ثمر برساند و با توجه با تعویض مربی جایگاه ثابت خود را در این تیم تضمین کند.

### فیورنتینا
گومز در سال ۲۰۱۳ با قراردادی ۴ ساله به فیورنتینا در سری آ با مبلغی حدود ۲۰ میلیون یورو پیوست. از او به عنوان بازیکن فیورنتینا به صورت رسمی در ۸ ژوئیه در برابر ۲۰٬۰۰۰ نفر رونمایی شد.
با این حال به علت مصدومیت‌های متعدد نتوانست کیفیت لازم را از خود نشان دهد و جام جهانی ۲۰۱۴ را نیز به خاطر مصدومیت و افت از دست داد.

#### قرضی در بشیکتاش
بعد از تجربه ای ناموفق در ایتالیا ماریو تصمیم بر ترک این کشور و ادامه فوتبالش در ترکیه گرفت. در سوپر لیگ ترکیه بار دیگر گومز احیا شد و توانست با به ثمر رساندن۲۶ گل ضمن کسب عنوان آقای گلی و کسب عنوان قهرمانی در سوپر لیگ ترکیه بار دیگر توجه همگان بخصوص لوو را به خودت جلب کند.
ماریو گومز برای مسابقات یورو۲۰۱۶ در لیست نهایی لوو قرار گرفت.

### وولفسبورگ
بعد از ۳ سال دوری از بوندس لیگا و حضور در لیگ ترکیه و ایتالیا، ماریو گومز دوباره به آلمان بازگشت.
ماریو گومز که سابقه بازی در فیورنتینا و بایرن مونیخ را دارد بعد از ۳ سال دوری از بوندس لیگا و حضور در لیگ ترکیه و ایتالیا، با قراردادی به ارزش ۷ میلیون یورو به این تیم پیوست.
او در این فصل برای ولفسبورگ ۱۵ گل به ثمر رساند.

### بازگشت به اشتوتگارت
در ۲۲ دسامبر ۲۰۱۷ اعلام شد که ماریو گومز به اشتوتگارت در ۱ ژانویه ۲۰۱۸ باز خواهد گشت. او با این تیم قراردادی تا سال ۲۰۲۰ بست.

## دوران ملی
نخستین بازی ملی گومز برای تیم ملی فوتبال آلمان در فوریهٔ ۲۰۰۷ برابر سویئس در تاریخ ۷ فوریه ۲۰۰۷ در دوسلدورف انجام گرفت. آلمان موفق شد حریفش را ۳–۱ شکست دهد و گومز گل دوم تیمش را به ثمر رساند.

### جام ملت‌های اروپا ۲۰۱۲
ماریو گومز در این تورنمنت با یه ثمر رساندن دو گل برابر هلند و یک گل مقابل پرتغال به‌طور مشترک با پنج بازیکن دیگر از جمله کریستیانو رونالدو بهترین گلزن این مسابقات شود.

### جام ملت‌های اروپا ۲۰۱۶
ماریو گومز در بازی ابتدایی مقابل رومانی و۸۰ دقیقه مقابل لهستان نیمکت‌نشین بود؛ ولی در بازی مقابل ایرلند شمالی و اسلوواکی در مرحله یک‌هشتم ثابت بازی کرده و در هر دو بازی گلزنی کرد تا خیال جرمن‌ها رو از بابت حمله تا حدودی راحت کند. گومز در بازی یک چهارم نهایی برابر ایتالیا در دقیقه ۷۳ بعلت مصدومیت تعویض شد و ادامه مسابقات را از دست داد.

## زندگی شخصی
گومز در شهر ریدلینگن زاده شد. او دارای ملیت اسپانیایی-آلمانی است، پدرش خوزه «پپه» گومز اسپانیایی و زاده شهر البونان در استان گرانادا و مادرش کرستل راث آلمانی است. با وجود داشتن دو تابعیت، او تصمیم گرفت که برای تیم ملی آلمان بازی کند.